# Rēzekne (comune)
Rēzekne è stato un comune della Lettonia appartenente alla regione storica della Letgallia di 32.130 abitanti (dati 2009). Dal 2021 è stato sostituito dalla nuova municipalità di Rēzekne.

## Località
Il comune è stato istituito nel 2009 ed è formato dalle seguenti località:
- Audriņi
- Bērzgale
- Čornaja
- Dricāni
- Feimaņi
- Gaigalava
- Griškāni
- Ilzeskalns
- Kantinieki
- Kaunata
- Lendži
- Lūznava
- Mākoņkalns
- Malta
- Nagļi
- Nautrēni
- Ozolaine
- Ozolmuiža
- Puša
- Rikava
- Sakstagals
- Stoļerova
- Strūžāni
- Vērēmi

La sede municipale era nella città di Rēzekne che non era compresa nel territorio comunale.